# Nexus
Nexus文件是一种生物信息学中常用的文件格式。很多软件使用或者识别这种格式，例如PAUP*和MacClade。

## 语法
注解：使用“[]”。位于“[”和“]”之间的文字将被软件忽略，作为注解用。
文件采用“块”的方式来组织信息。每一个块的语法结构为：

BEGIN 块的名称；

END;

## 基本块结构

### DATA
例如：

begin data;

dimensions ntax=5 nchar=600;

format interleave datatype=DNA missing=N gap=-;

end;

ntax表示分类单位的数量，nchar表示数据的长度，上面这个例子里的含义是DNA有600个碱基长度。数据类型，datatype是DNA。另外可以定义缺失信息和缺口用什么字符表示。

### PAUP或软件自定义块
有些软件可以识别特定的块，供自己特殊使用。例如PAUP block可以用来控制PAUP*。MrBayes也可以有自己的块。常用这些软件自定义块来进行批处理。

### 树
Nexus文件里面可以包含种系发生树信息。例如：

tree PAUP_1 = [&U]（((1:0,2:0.001674,3:0.001670):0.001658,4:0.003371):0.012438,(((5:0.003348,6:0.005043):0.001668,7:0.005031):0.003351,8:0):0.009545,9:0.564416);

End;

阅读NEXUS格式的系统进化树文件，可以使用TreeView软件。也可以使用TreeGraph软件将其转换成SVG格式。